# Блох, Филипп
Раввин Филипп Блох (нем. Philipp Bloch; 1841—1923) — немецкий раввин и историк, чья научная деятельность относилась к религиозной философии, агаде, каббале и истории евреев в Польше.

## Биография
Родился в Пруссии в 1841 году. В 1864 году окончил философский факультет Бреславльского университета. Одновременно обучался в Богословской семинарии под руководством Франкеля, Греца и Якова Бернайса и в 1867 г. получил раввинский диплом.
В 1869 году организовал общинное училище в Мюнхене, а в 1871 г. был избран раввином «Israelitische Brüdergemeinde» (Израильского братства) в Познани.
Похоронен на еврейском кладбище Вайсензе в Берлине.

## Труды
- Издал перевод введения и первой книги «Emunoth we-Deoth» Саадии Гаона под заглавием «Glauben und Wissen» (1879).
- Издал «Die Willensfreiheit von Chasdai Kreskas» — перевод с объяснениями V гл. второго трактата сочинения Крескаса «Or Adonai» — в Monatsschrift за 1885 год (166 и сл.)[4].

Статьи:
- «Studien zur Haggadah; Die Piskoth für die drei Trauersabbathe, דשא, übersetzt und erläutert»; Festschrift zum achtzigsten Geburtstage Moritz Steinschneiders (1896, 41 и сл.);
- «Geschichte der Entwicklung der Kabbalah u. d. jüd. Religionsphilosophie» и
- «Die Kabbalah auf ihrem Höhepunkt und ihre Meister» (1905, 129 и сл.).

По истории евреев в Польше:
- «Die Generalprivilegien der polnischen Judenschaft», 1892;
- «Die Sage von Saul Wahl, dem Eintagskönig von Polen» в Zeitschr. d. histor. Gesellschaft für die Provinz Posen, 1889;
- «Judenwesen, Jahr 1793» в Die Urkunden u. Aktenstücke zur Organisation Südpreussens, 1895;
- «Die ersten Kulturbestrebungen der jüd. Gemeinde Posen unter preussischer Herrschaft» в Grätz-Jubelschrift, 1887, 294—218;
- «Der Mamran, der jüdischpolnische Wechselbrief» в Festschrift zum siebzigsten Geburstag A. Berliners, 1903 (вышло отдельным изданием) — в этой работе Блох устанавливает различие между обыкновенным векселем и так называемым «мамраном»;
- «Der Streit um den Moreh des Maimonides in der Gemeinde Posen um die Mitte des 16 Jahrh.» в Monatsschrift, 1903.

По поручению Американско-еврейского исторического общества написал обстоятельный биографический очерк Греца для 6-го тома изданной обществом «Истории евреев» Греца. Материалом послужил среди прочего дневник Генриха Греца за период 1832—1854 гг. Очерк появился в более обширном объёме в Monatschrift за 1904 г. под заглавием «Heinrich Graetz, ein Lebensbild».